# Divotino
Divotino (Bulgaars: Дивотино) is een dorp in het westen van Bulgarije. Zij is gelegen in de gemeente Pernik in de oblast Pernik. Het dorp ligt ongeveer 5 km ten noorden van Pernik en 22 km ten zuidwesten van de hoofdstad Sofia.

## Bevolking
In de eerste volkstelling van 1934 registreerde het dorp 1.905 inwoners. Dit groeide tot een officiële hoogtepunt van 2.938 inwoners in 1965. Sindsdien neemt het inwonersaantal af. Op 31 december 2019 telde het dorp 1.639 inwoners.
Van de 1.911 inwoners reageerden er 1.858 op de optionele volkstelling van 2011. Van deze 1.858 respondenten identificeerden 1.852 personen zichzelf als etnische Bulgaren (99,7%).
Van de 1.911 inwoners in februari 2011 werden geteld, waren er 187 jonger dan 15 jaar oud (9,8%), gevolgd door 1.250 personen tussen de 15-64 jaar oud (65,4%) en 474 personen van 65 jaar of ouder (24,8%).